# Hornsby Island
Hornsby Island ist eine Insel vor der Ingrid-Christensen-Küste des ostantarktischen Prinzessin-Elisabeth-Lands. Sie gehört zu den Rauer-Inseln und liegt zwischen Caro Island und den Hyslop-Inseln.
Australische Wissenschaftler benannten sie 2012 nach Leigh Hornsby, der ab 1977 an mindestens sieben australischen Antarktiskampagnen beteiligt war.